# 日東 (自転車部品メーカー)
株式会社日東（にっとう）は、日本の自転車部品メーカーである。

## 概要
かつての社名は「日東ハンドル製作所」で、金属管の加工を得意としており、特に自転車用ハンドルやステム等の生産で著名なブランドとなっている。なお競輪用のハンドルバーにおいては競合メーカーがなくワンメイクになっている。

## 事務所
- 本社
  - 東京都荒川区（登記地）
- 東京事務所
  - 〒334-0013 埼玉県川口市南鳩ヶ谷3丁目23番7号[3]
- 福島工場
  - 〒964-0938 福島県二本松市安達ケ原6-151-1

## 沿革
- 1923年 (大正12年) - 2月11日創業する[3]。
- 1925年 (大正14年) - 自転車用ハンドル製品を主力の生産におく[6]。
- 1948年 (昭和23年) - 10月27日会社設立[3]。競輪が創設され、開催の初年度よりNJS規格のハンドルバー生産を始める[6]。